# Santy
Santy（サンティー）はphpBBの脆弱性を悪用してハッキングをする、Perlで作られたワームである。
2004年12月20日のリリースの24時間以内に、phpbbを動かしている多くのサーバー（3万-4万位）がSantyにより攻撃された。感染されたサーバには「This site is defaced!!! This site is defaced!!! NeverEverNoSanity WebWorm generation X」というメッセージを残した。